# 张程乡
张程乡，是中华人民共和国宁夏回族自治区固原市隆德县下辖的一个乡镇级行政单位。

## 行政区划
张程乡下辖以下地区：
杨袁村、赵北村、李和村、崔兴村、张程村、桃园村、桃联村和五龙村。